# 1957 في المكسيك
فيما يلي قوائم الأحداث التي وقعت خلال عام 1957 في المكسيك.

## رياضة
- 20 يناير – الدوري المكسيكي الممتاز 1956-57 الفائز نادي غوادالاخارا.

## مواليد

### يناير
- 1 يناير – أليكس سانشيز
- 1 يناير – باتريا خيمينيز سياسية مكسيكية.
- 1 يناير – ديفيد مارتينيز
- 1 يناير – هيلدا باريديس ملحنة مكسيكية.[1]
- 15 يناير – ماريو فان بيبلس ممثل أمريكي.[2]
- 19 يناير – صموئيل بالما سيزار سياسي مكسيكي.
- 23 يناير – ألفونسو بوليدو لاعب كرة قاعدة من الولايات المتحدة الأمريكية.
- 23 يناير – أليخاندرو رودريغيز لويس سياسي مكسيكي.
- 24 يناير – رامون مارتين هويرتا سياسي مكسيكي.

### فبراير
- 24 فبراير – خوسيه لويس موريلو توريس سياسي مكسيكي.
- 24 فبراير – كارلوس رييس لوبيز سياسي مكسيكي.

### مارس
- 1 مارس – لويس ألفونسو دي ألبا دبلوماسي مكسيكي.
- 11 مارس – فيكتور رإنجيل لاعب كرة قدم مكسيكي.[3]

### أبريل
- 4 أبريل – خواكين غوزمان لويرا تاجر مخدرات مكسيكي.[4]
- 8 أبريل – جوزيه لويس روميرو هيكس محامي مكسيكي.
- 10 أبريل – سيرجيو لوغو لاعب كرة قدم مكسيكي.
- 20 أبريل – ماريو كروز أندرادي سياسي مكسيكي.
- 21 أبريل – خيسوس راميريز لاعب كرة قدم مكسيكي.
- 28 أبريل – روبرتو أغيري سوليس سياسي مكسيكي.

### مايو
- 3 مايو – خوسيه لويس كروز فلوريس غوميز سياسي مكسيكي.
- 7 مايو – كارمين ديلغادو
- 10 مايو – سيرجيو أكوستا سالازار سياسي مكسيكي.
- 20 مايو – كارلوس إيرنيستو نافارو لوبيز سياسي مكسيكي.
- 28 مايو – خيرمان توريس ملاكم مكسيكي.
- 31 مايو – ماريو رافاييل منديز مارتينيز سياسي مكسيكي.

### يونيو
- 17 يونيو – بيدرو رومو
- 19 يونيو – ماركوس سياسي مكسيكي.[5]
- 24 يونيو – خوان أوسوريو منتج تلفزيوني مكسيكي.

### أغسطس
- 15 أغسطس – هوغو رودريغيز دياز سياسي مكسيكي.
- 17 أغسطس – كارلوس سانشيز باريوس سياسي مكسيكي.

### سبتمبر
- 25 سبتمبر – برناردو فيغا كارلوس سياسي مكسيكي.

### أكتوبر
- 13 أكتوبر – ميغيل غالفان ممثل مكسيكي.
- 14 أكتوبر – سانتياغو لوبيز هرنانديز سياسي مكسيكي.
- 17 أكتوبر – نيلسون باريرا لاعب كرة قاعدة مكسيكي.
- 19 أكتوبر – أولاف هيريديا لاعب كرة قدم مكسيكي.[6]
- 20 أكتوبر – ماريو هرنانديز كالديرون لاعب كرة قدم مكسيكي.
- 21 أكتوبر – هيلاريو سانشيز كورتيس سياسي مكسيكي.
- 25 أكتوبر – إنريكي لوبيز لاعب كرة قدم مكسيكي.[7]
- 27 أكتوبر – كارلوس موراليس فاسكيز سياسي مكسيكي.
- 29 أكتوبر – راؤول أرياس لاعب كرة قدم مكسيكي.

### نوفمبر
- 3 نوفمبر – خوسيه هومبيرتو فيغا فاسكيز سياسي مكسيكي.
- 19 نوفمبر – جيراردو سوليس غوميز سياسي مكسيكي.
- 20 نوفمبر – كارلوس غيريرو
- 25 نوفمبر – ماريو سانشيز لاعب اسكواش مكسيكي.

### ديسمبر
- 1 ديسمبر – أوسكار كروز لوبيز سياسي مكسيكي.
- 11 ديسمبر – دانيال زاراجوزا ملاكم مكسيكي.
- 17 ديسمبر – لازارو أرياس مارتينيز سياسي مكسيكي.
- 27 ديسمبر – خوسيه أوسكار أغيلار غونزاليس سياسي مكسيكي.
- 27 ديسمبر – خوسيه كويفاس ملاكم مكسيكي.
- 28 ديسمبر – جايمي رودريغيز كالديرون سياسي مكسيكي.

## وفيات

### يناير
- 1 يناير – ألفونسو ميشيل (مواليد 1897) فنان مكسيكي.[8]

### فبراير
- 4 فبراير – ميغيل كوفاروباياس (مواليد 1904)[9]

### أبريل
- 15 أبريل – بيدرو إينفانت (مواليد 1917)[10]

### أغسطس
- 12 أغسطس – شالكي رايت (مواليد 1912)

### سبتمبر
- 27 سبتمبر – أدولفو فرنانديز بوستامينت (مواليد 1898) كاتب سيناريو مكسيكي.

### نوفمبر
- 24 نوفمبر – دييجو ريفيرا (مواليد 1886) رسام مكسيكي.[11]

### ديسمبر
- 15 ديسمبر – ألفونسو بدويا (مواليد 1904) ممثل مكسيكي.[12]